# Полина (Луизијана)
Полина (енгл. Paulina) насељено је место без административног статуса у америчкој савезној држави Луизијана.

## Демографија
По попису из 2010. године број становника је 1.178.
| Група             | 2000.    | 2010.       |
| Белци             | 0 (0,0%) | 976 (82,9%) |
| Афроамериканци    | 0 (0,0%) | 167 (14,2%) |
| Азијати           | 0 (0,0%) | 4 (0,3%)    |
| Хиспаноамериканци | 0 (0,0%) | 16 (1,4%)   |
| Укупно            | 0        | 1.178       |